# Lapotince
Lapotince (cyr. Лапотинце) – wieś w Serbii, w okręgu jablanickim, w gminie Bojnik. W 2011 roku liczyła 529 mieszkańców.